# Nyŏngwŏn-gun
Nyŏngwŏn-gun (koreanska: 녕원군) är en kommun i Nordkorea.   Den ligger i provinsen Södra P'yŏngan, i den centrala delen av landet, 130 km nordost om huvudstaden Pyongyang.